# L'Oriente è rosso
L'Oriente è rosso (東方紅T, 东方红S, Dōngfāng HóngP) è una canzone che era de facto l'inno della Repubblica Popolare Cinese durante la Grande rivoluzione culturale negli anni sessanta. Il testo della canzone fu attribuito a Li Youyuan, un contadino proveniente dallo Shaanxi del nord, mentre la melodia derivò da una canzone popolare locale.
La canzone veniva eseguita attraverso il PA system in ogni città all'alba e al tramonto. Gli studenti cantavano la canzone all'unisono ogni mattina all'inizio della prima lezione. 
Oggi in Cina il brano viene considerato come un collegamento a Mao Zedong.
Questo brano viene eseguito allo scoccare di ogni ora dalla torre dell'orologio sul Bund di Shanghai, dalla Torre del tamburo di Xi'an e nella Stazione Centrale di Pechino.

## Testo
| Cinese semplificato | Cinese tradizionale | Pinyin | Traduzione italiana |
| --- | --- | --- | --- |
| 东方红，太阳升， 中国出了个毛泽东。 他为人民谋幸福， 呼尔嗨哟，他是人民大救星！ 毛主席，爱人民， 他是我们的带路人， 为了建设新中国， 呼尔嗨哟，领导我们向前进！ 共产党，像太阳， 照到哪里哪里亮。 哪里有了共产党， 呼尔嗨哟，哪里人民得解放！ | 東方紅，太陽升。 中國出了個毛澤東。 他為人民謀幸福， 呼爾嗨喲，他是人民大救星！ 毛主席，愛人民， 他是我們的帶路人， 為了建設新中國， 呼爾嗨喲，領導我們向前進！ 共產黨，像太陽， 照到哪裡哪裡亮， 哪裡有了共產黨， 呼爾嗨喲，哪裡人民得解放！ | Dōngfāng hóng, tàiyáng shēng, Zhōngguó chū liǎo ge Máo Zédōng, Tā wèi rénmín móu xìngfú, Hū'ěr-hei-yo, tā shì rénmín dà jiùxīng! (Ripetizione degli ultimi due versi) Máo zhǔxí, ài rénmín, Tā shì wǒmén de dàilùrén Wèile jiànshè xīn Zhōngguó, Hū'ěr-hei-yo, lǐngdǎo wǒmén xiàng qiánjìn! (Ripetizione degli ultimi due versi) Gòngchǎndǎng, xiàng tàiyáng, Zhàodào nǎlǐ nǎlǐ liàng, Nǎlǐ yǒu liǎo Gòngchǎndǎng, Hū‘ěr-hei-yo, nǎlǐ rénmín dé jiěfàng! (Ripetizione degli ultimi due versi) | L'oriente è rosso, il sole sta sorgendo. La Cina ha portato avanti Mao Zedong. Lui lavora per il bene della gente. Hurrah, Lui è il grande salvatore del popolo! (Ripetizione degli ultimi due versi) Il presidente Mao ama il popolo. Egli è la loro guida Per costruire una nuova Cina. Hurrah, egli ci conduce avanti! (Ripetizione degli ultimi due versi) Il partito comunista è come il sole. Dappertutto splende, è luminoso. Dappertutto c'è un partito comunista, Hurrah, lì il popolo è libero! (Ripetizione degli ultimi due versi) |

Il testo originale proviene da un'antica canzone popolare dello Shaanxi sulla coltivazione.

## Curiosità
- La canzone del titolo divenne il nome di un wargame degli anni '70 della Simulations Publications.